# Virgichneumon callicerus
Virgichneumon callicerus là một loài tò vò trong họ Ichneumonidae.